# Ikhwan
Ikhwan var ett religiöst brödraskap i Saudiarabien som utgjorde Ibn Sauds wahhabitiska militära kärntrupp vid erövringen av Arabiska halvön.
En väckelserörelse med återupplivande av de religiösa reformer som predikades av Muhammad ibn Abd al-Wahhab på 1700-talet började göra sig gällande i början av 1900-talet i området runt oasen al-Artawiya 250 km nordväst om Riyadh i det inre av Arabiska halvön. Där skapades omkring 1912 en wahhabitisk sammanslutning som blev känd som ikhwan, brödraskapet. Medlemmarna som bestod av beduiner betraktade sig som Guds soldater. De var krigare och fruktade inte döden utan törstade efter ära när de missionerade och predikade den enda sanna vägen till frälsning i sitt heliga krig. Deras metoder med tvångsomvändelser var ofta hårdhänta genom att man helt enkelt slog ihjäl dem som inte ville ansluta sig till rörelsen. Rörelsen menade även att nomadlivet var oförenligt med efterlevnaden av islam och ville därför förmå beduinerna att bli bofasta runt källorna och oaserna. Nya ikhwankolonier med bostäder, skolor, jordbruk med jordbruksredskap, lager för vapen och ammunition växte fram under åren 1912-1918 runt om i Najd och samhällenas invånare levde i ständig militär beredskap. När rörelsen stod på sin höjdpunkt fanns det över 200 sådana bosättningar med sannolikt omkring 60.000 man i vapenför ålder.

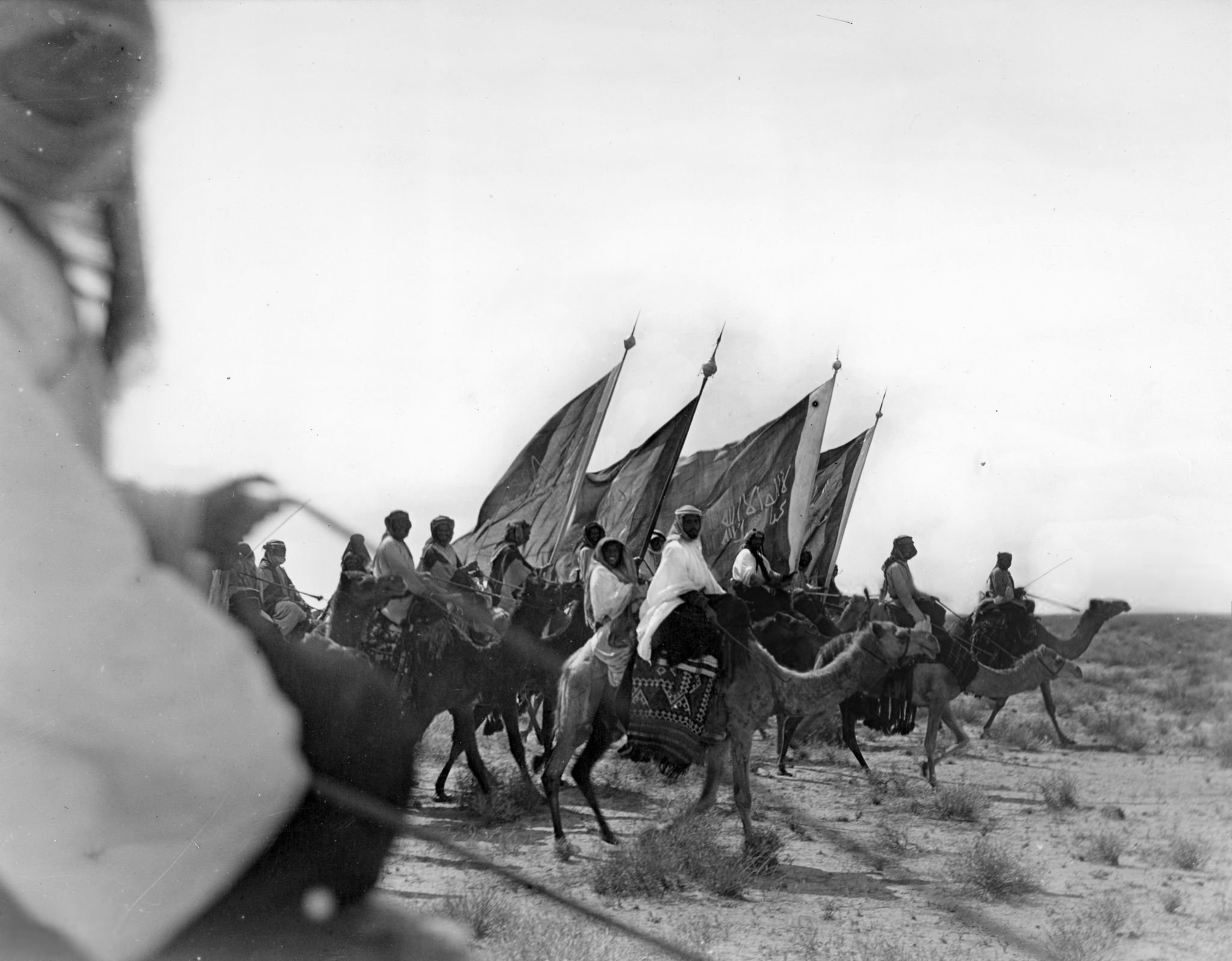
Ikhwan, kamelryttare

Det var detta wahhabitiska brödraskap som bildade kärntruppen i Ibn Sauds armé 1919-28 och som bland annat hjälpte honom att besegra rashiderna i Ha'il i Najd och hashimiterna i Hijaz vilket så småningom ledde till bildandet av riket Saudiarabien.
Senare revolterade ikhwan när Ibn Saud förbjöd medlemmarna att göra räder in i grannstaterna Irak och Kuwait. Efter erövrandet av Hijaz när Ibn Saud hade kontroll över landet var han nu i konflikt med delar av brödraskapet. Han besegrade dessa vid en strid på Sabillaslätten inte långt från Artawiya 1929 och året därefter hade han helt krossat deras revolt. De ikhwaner som varit lojala mot Ibn Saud fortsatte livet i sina samhällen och utgjorde fortfarande en inflytelserik religiös militär styrka som efter hand uppgick i Saudiarabiska nationalgardet.
Ikhwan i Saudiarabien ska inte blandas ihop med Muslimska Brödraskapet som uppstod i Egypten.